# Palapa B4
O Palapa B4 foi um satélite de comunicação geoestacionário indonésio da série Palapa construído pela Hughes, ele foi operado pela Telkom. O satélite foi baseado na plataforma HS-376 e sua expectativa de vida útil era de 10 anos. O mesmo saiu de serviço em dezembro de 2000.

## Lançamento
O satélite foi lançado com sucesso ao espaço no dia 14 de maio de 1992, por meio de um veículo Delta-7925-8, a partir da Estação da Força Aérea de Cabo Canaveral, na Flórida, EUA. Ele tinha uma massa de lançamento de 1.254 kg.

## Capacidade e cobertura
O Palapa B4 era equipado com 24 transponders em banda C para fornecer serviços de comunicações para a região da Ásia-Pacífico.